# تاريخ رسمي

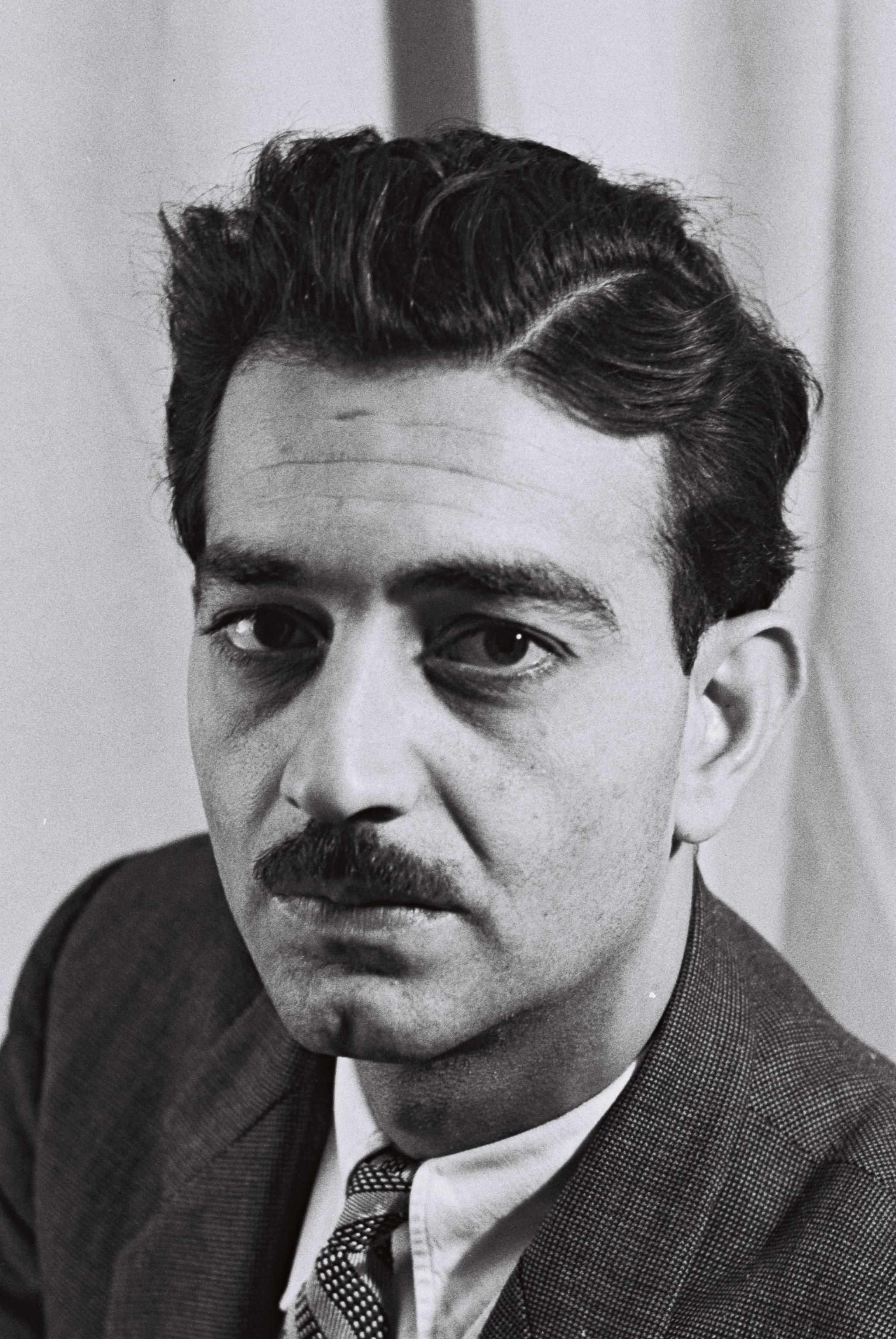

يُعدّ التاريخ الرسمي عملًا تاريخيًا يُرعى أو يُرخص أو يُصدّق حسب موضوعه. يستخدم المصطلح في معظم الأحيان للسجلات المنتجة لحكومة. ويتضمن أيضًا العمولات من هيئات غير حكومية كسجلات شركة، أي سجلات الشركات التجارية. غالبًا ما تُعرف السيرة الرسمية (التي تكتب بإذن أو بالتعاون وربما مشاركة موضوعها أو ورثة الموضوع) باسم السيرة المرخصة.
تتمتع التواريخ الرسمية غالبًا بميزة منح المؤلف أو المؤلفين إمكانية الوصول إلى الأرشيف، والسماح لهم بمقابلة المواضيع واستخدام مصادر أولية أخرى تكون مغلقة أمام المؤرخين المستقلين. قد تكون هذه الأعمال (أو يُنظر إليها على أنها) متحيزة وتفتقر إلى الموضوعية التاريخية، بسبب العلاقة الوثيقة بالضرورة بين المؤلف والموضوع. يتفاوت هذا التحيز، فبعض التواريخ الرسمية ليست أكثر من ممارسات في العلاقات العامة أو الدعاية؛ وفي حالات أخرى، يحتفظ المؤلفون بالاستقلال الكافي ليتمكنوا من التعبير عن الأحكام السلبية والإيجابية حول موضوعاتهم.

## التاريخ الرسمي الحديث
بدأ الشكل الحديث للتاريخ الرسمي في منتصف القرن التاسع عشر في تقارير مكتوبة كأدلة عسكرية للضباط اللاحقين. كانت السجلات وصفًا مفصلًا للأحداث، لم تكن سهلة القراءة للجمهور العادي وتُركت الأحكام لتقدير القراء المحترفين أساسًا. بعد الحرب العالمية الأولى، قررت حكومة نيوزيلندا أنه بعد الحرب الشاملة، يجب كتابة تاريخها الرسمي للعامة الذين قاتلوا في الحرب أو دعموا المجهود الحربي. بعد الحرب العالمية الثانية، أدى المستوى الأكاديمي المتدني للتعليم العسكري، وخاصةً في التحليل التاريخي، إلى وجهة نظر مفادها أن التاريخ الرسمي يجب أن يكتبه مؤرخون مدربون تدريبًا مهنيًا، يطبقوا تدريبهم الأكاديمي للشرح والوصف. ونظرًا إلى أن العديد من الأكاديميين شاركوا في الحرب، كان من المتوقع منهم أن تكون لديهم خبرة في الخدمة العسكرية ومعرفة بالحرب لإثراء كتاباتهم. تفيد وجهة نظر معاصرة بأن التاريخ الرسمي يجب أن يتضمن وجهات النظر الثلاث، أن يحتوي على الوصف التفصيلي اللازم لأعمال التدريس العسكري وأن يكون مناسبًا لعامة القراء أيضًا، ويُبين كيف حاول المشاركون حل المشاكل، واستخلاص الدروس من نجاحاتهم وإخفاقاتهم. لكن وجهات النظر هذه، التي يجب أن يُلبيها إنتاج التاريخ الرسمي، ليست منزهة عن الخطأ، لأن عمل المؤرخ العسكري قد يكون احتياليًا لأسباب شخصية أو سياسية، ما يؤدي إلى تشويه السجل. يمكن أن يخفف التاريخ الشعبي القصة إلى درجة لا قيمة لها، ويمكن أن يميل الأكاديميون المدنيون إلى اختيار الحقائق والتفسيرات وفقًا للمثل العليا والإيديولوجية والأفكار المسبقة.
قد يُعتقد أن التاريخ العسكري المكتوب ككتب مدرسية له أساس حقيقي، وأنه ضروري لتعليم دروس مفيدة للطلاب. استند التقرير البريطاني للجنة المعنية بدروس الحرب العظمى (تقرير كيرك، 1931) إلى المجلدات المنشورة في التاريخ الرسمي البريطاني وأدرجت الاستنتاجات في طبعة جديدة من لوائح الخدمة الميدانية. وقعت بعض تلك العمليات في العراق وإيران، ما أدى إلى إنتاج مجلدات تاريخ رسمي ضد اعتراضات وزارة الخارجية. ركزت السجلات العسكرية على عمليات الوحدات الوطنية، مع إشارات نادرة فقط إلى عمليات الجيوش الحليفة والمعارضة، لأنه كان لها تاريخها الخاص. قد يغيب التحليل المقارن، ويمكن أن يوجد التحيز الوطني من دوافع خفية، مثل الأساطير والدفاعيات. يحتوي التاريخ الرسمي الأسترالي لأستراليا في حرب 1914-1918 الذي حرره تشارلز بين على مبالغات في أهمية المساهمة الأسترالية، وبسالة الجنود الأستراليين، واستخفاف بجنود بريطانيا وحلفائها. يُلقى اللوم أحيانًا على القادة البريطانيين ذوي المراتب العليا في حالات الفشل والخسائر الأسترالية عندما يمكن انتقاد الضباط الأستراليين رفيعي المستوى. كان سلاح الجو الملكي بعد الحرب عرضةً للإلغاء، واحتاج إلى وظيفة لا يمكن للجيش أو للقوات البحرية تكرارها لتبرير وجوده. أعطت أجزاء «الحرب في الأفق» (ستة مجلدات نصية ومجلد ملحقات، 1922-1937) التي كتبها والتر رالي وهنري جونز، تأكيدًا لا مبرر له على القصف الاستراتيجي، ما أخل بتوازن العمل.